# Дипломатически мисии на Ангола
Това е списък на дипломатическите мисии на Ангола в света.

## Европа
- Австрия, Виена (посолство)
- Белгия, Брюксел (посолство)
- България, София (посолство, ще бъде открито през 2008-2009)
- Великобритания, Лондон (посолство)
- Германия, Берлин (посолство)
- Гърция, Атина (посолство)
- Испания, Мадрид (посолство)
- Италия, Рим (посолство)
- Полша, Варшава (посолство)
- Португалия, Лисабон (посолство)
- Русия, Москва (посолство)
- Словакия, Братислава (посолство)
- Сърбия, Белград (посолство)
- Унгария, Будапеща (посолство)
- Франция, Париж (посолство)
- Чехия, Прага (посолство)
- Швейцария, Берн (посолство)
- Швеция, Стокхолм (посолство)

## Северна Америка
- Канада, Отава (посолство)